# Aspilota paupera
Aspilota paupera är en stekelart som beskrevs av Fischer 1969. Aspilota paupera ingår i släktet Aspilota och familjen bracksteklar. Inga underarter finns listade.